# Брумбол

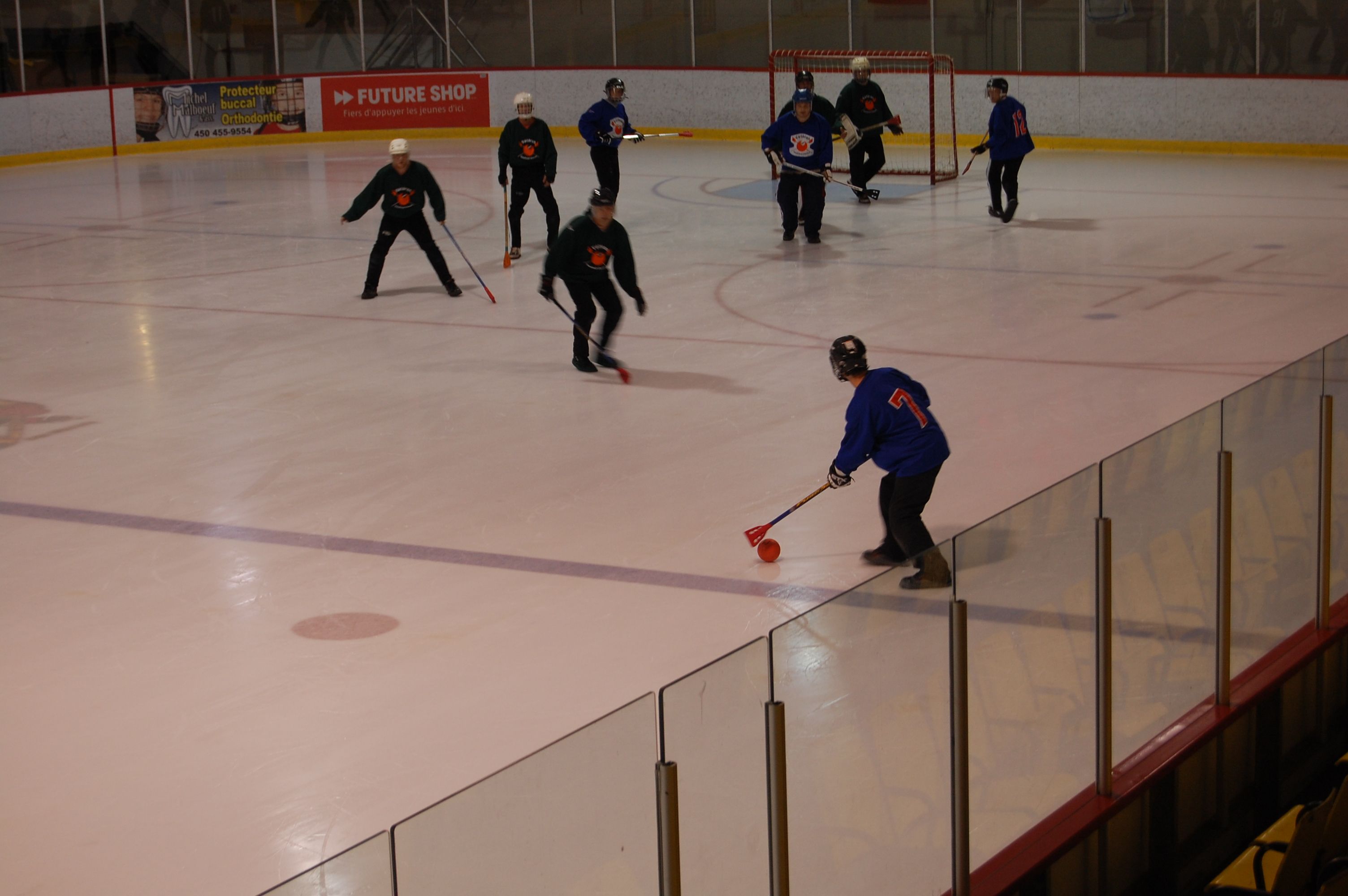
Брумбол на хоккейной площадке

Брумбол (англ. Broomball; метла + мяч) — зимняя спортивная командная игра, проводящаяся на ледяном поле с участием двух команд, состоящих из пяти полевых игроков и вратаря. Похожа на симбиоз хоккея с шайбой и флорбола, главные отличия от хоккея выражаются в инвентаре: мяч вместо шайбы; палка с симметричным пластиковым наконечником (метла) вместо клюшки; обувь с цепкой резиновой подошвой вместо коньков.

## Правила

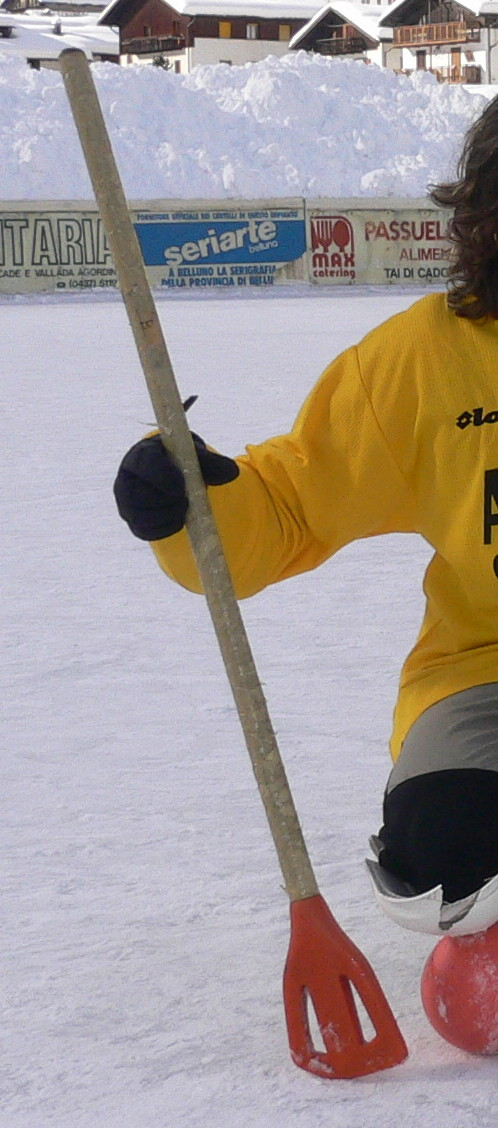
Брумбольная метла

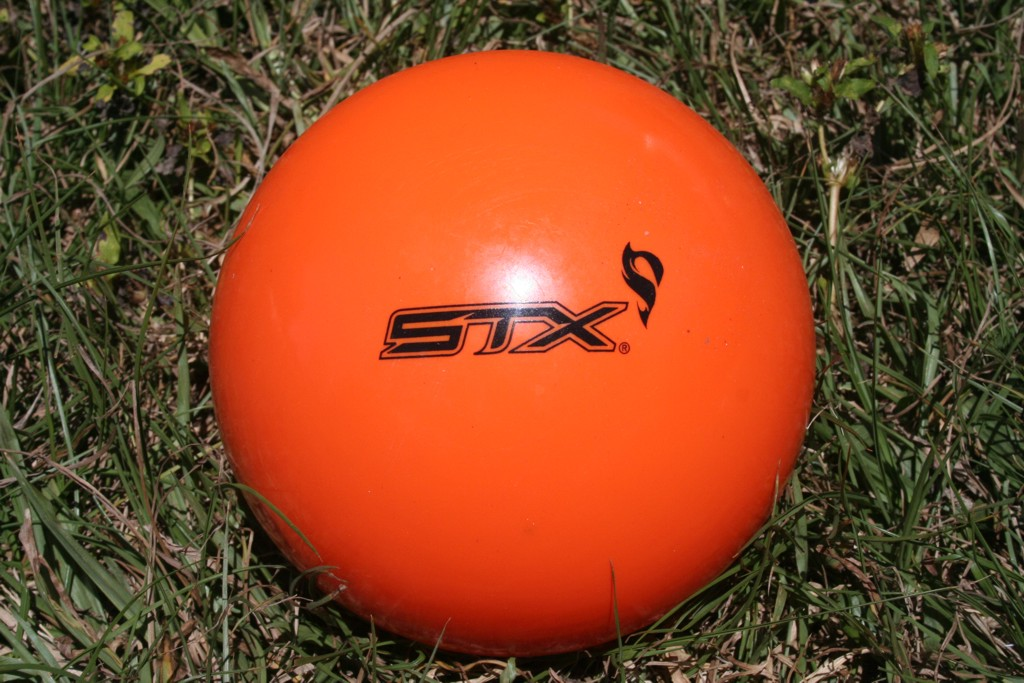
Брумбольный мяч

Как и в хоккее, команда состоит из вратаря, двух защитников, центрфорварда и двух крайних нападающих. Если матч проходит на площадке существенно меньше хоккейной, то игроков меньше. Ворота хоккейные или больше размером, примерно как в футзале. Полевые игроки оснащены палкой с симметричным пластиковым наконечником, метлой, с помощью которой контролируют брумбольный мяч. Вбрасывание мяча в игру проводится аналогично хоккейному вбрасыванию шайбы. На ногах игроков одета обувь с цепкой резиновой подошвой. Для лучшего сцепления лёд не приводится в такое гладкое состояние, как в хоккее, но игроки всё равно не могут менять направление движения также быстро, как на неледовых покрытиях, поэтому также нередки бесконтактные падения. Для защиты используется экипировка подобно хоккейной, включая шлем. Вратарь кроме уплотнённой экипировки обязан надевать маску-клетку, у него есть ловушка, похожая на хоккейную. В одних разновидностях брумбола у вратаря есть клюшка, и играть он может стоя в полный рост; в других клюшки нет, а играть он должен стоя на коленях. Матч состоит из двух или трёх периодов, обычно по 20 минут. В случае ничейного счёта назначается дополнительное время, и обычно команды играют его без вратаря; выигрывает команда, забившая больше всего мячей в овертайме, а не забившая в нём первой. В случае очередного равенства назначаются буллиты. Игру обслуживают двое судей на льду, сигнализирующие о нарушении правил поднятием вверх руки с красной повязкой. В зависимости от уровня, матч могут также обслуживать хронометристы, секретарь, судьи за воротами. Брумбол является контактным видом спорта, но считается менее агрессивным, чем хоккей с шайбой.

## История

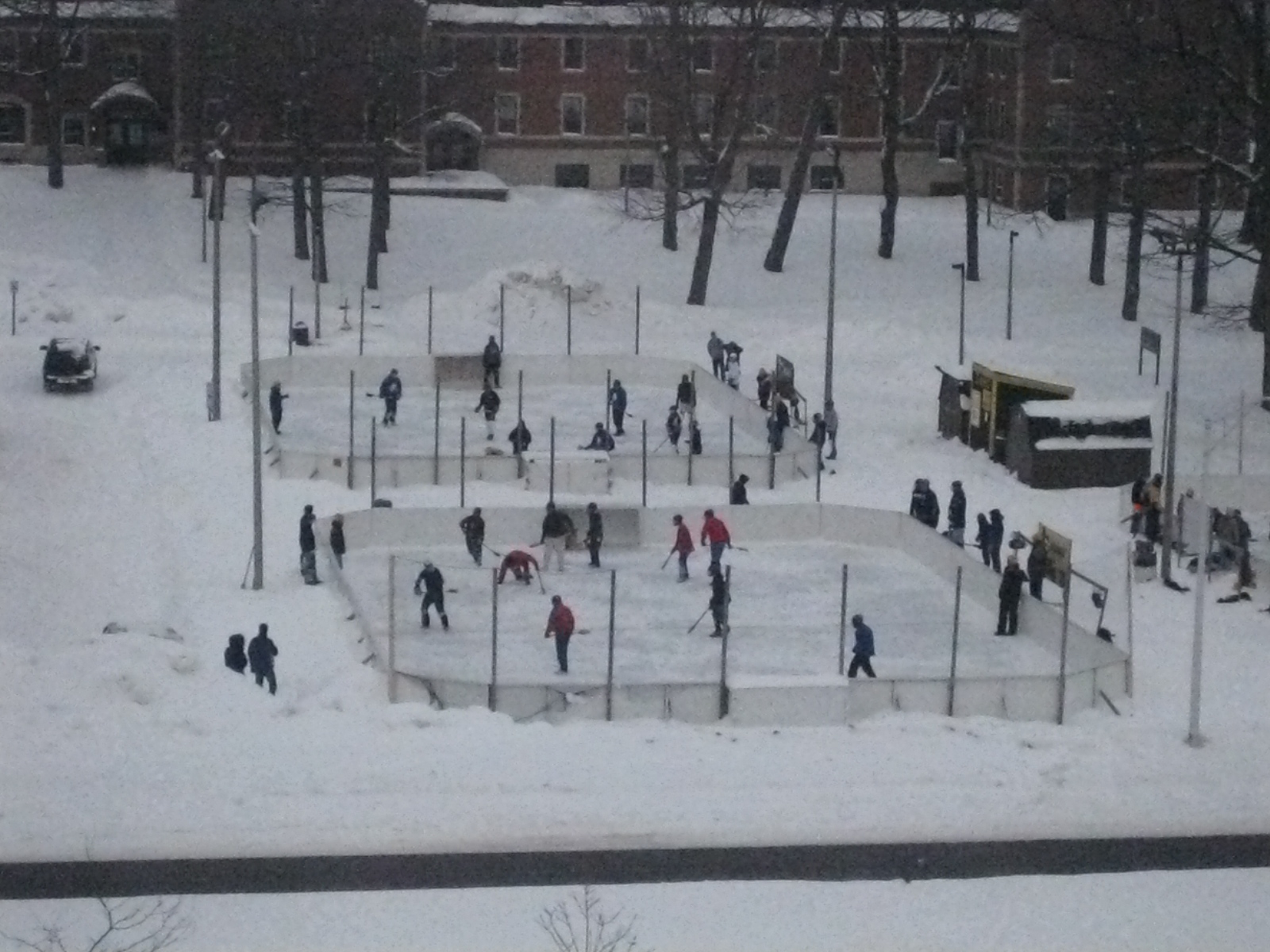
Брумбол на площадках Мичиганского технологического университета

Как считается, игра зародилась в Канаде. Первый зарегистрированный матч датируется 1909 годом, но есть сведения о матчах ещё в 1890-х. Из Канады брумбол мигрировал в США и в 1960-х годах уверенно прижился в Миннесоте. Затем он распространился и за пределы континента, став достаточно популярным в Австралии, Японии, Швеции, Германии, Италии и Швейцарии. Мировым руководящим органом брумбола стала Международная федерация ассоциаций брумбола (IFBA) со штаб-квартирой в Канаде. Каждые два года она проводит Чемпионат мира по брумболу, также известный как Кубок вызова. Доминируют на международных соревнованиях обычно североамериканские команды. IFBA планирует подать заявку на включение брумбола в олимпийские виды спорта; из национальных федераций брумбола в олимпийский комитет своей страны входит канадская.

## Московский брумбол
Разновидностью брумбола является так называемый Московский брумбол (Moscow broomball), хотя сами участники называют его просто брумболом. В него играют иностранные граждане в столице России, в основном сотрудники посольств. Главное отличие заключается в инвентаре: метлой зовётся не что-то отдалённо похожее на инструмент уборки улиц, а она сама. Рабочая поверхность метлы, прутья кустарника, обматывается скотчем, а иногда и сгибается чтобы сделать её похожей на хоккейную клюшку. Сами матчи обычно проводятся на покрытых льдом теннисных кортах. В Московской лиге брумбола около 14 мужских и 7 женских команд. Россияне к игре не допускаются по причине опасения иностранцев, что набравшись опыта, москвичи станут на голову сильнее иностранцев, ведь ротация игроков (работников посольств и коммерческих организаций) в их командах очень велика.